# Régine Olsen
Pour les articles homonymes, voir Olsen.
Régine Schlegel, née Olsen (23 janvier 1822 - 18 mars 1904), est une Danoise connue pour sa relation amoureuse avec le philosophe et théologien Søren Kierkegaard, qui débute en 1837. Éloignés du fait de leur rupture unilatéralement décidée par Kierkegaard, ils continuent de se croiser lors de promenades. Le mariage de Régine avec Johan Frederik Schlegel confirme leur éloignement, provoquant la colère de Kierkegaard. Il continue cependant de l'aimer, et la rencontre de nouveau en 1849, mais Frederik Schlegel l'empêche de lui parler.

## Biographie
Régine Olsen et Kierkegaard se rencontrent chez des amis communs, les Rørdam, en mai 1837 : Régine a 15 ans. Kierkegaard écrira plus tard dans son journal intime (les Papiers), le 2 juin 1839 que « Regina » est la « souveraine de [son] cœur ». Il la demande en mariage le 8 septembre 1840, elle accepte, puis environ un an plus tard, le 11 août 1841, Kierkegaard lui renvoie la bague de fiançailles, ce qui signifie la rupture. Régine réagit vivement et menace de mettre fin à ses jours, mais Kierkegaard temporise. Kierkegaard cherche à justifier son attitude auprès de Régine, notamment par l'intermédiaire de l'écriture ; il invoque sa « mélancolie » et sa souffrance religieuse héritée d'un péché de son père que nous ne connaissons pas, Kierkegaard ayant pris soin de ne pas le révéler. Le rapport entre les deux jeunes gens se calme ensuite, et ils se croisent parfois lors de promenades ou à l'église, se faisant signe de loin.
En 1840, l'artiste lithographe et portraitiste Emil Bærentzen fait le portrait de Régine Olsen.
Après la fin de sa relation avec Kierkegaard, Régine épouse, le 3 novembre 1847, Johan « Fritz » Schlegel (1817-1896), un important fonctionnaire d'État, qui sera le gouverneur des Antilles danoises de 1855 à 1860, et conseiller privé de la monarchie danoise à partir de 1860. Quoiqu'à l'origine de la rupture, Kierkegaard anéanti par la nouvelle, ne se remettra jamais de cette séparation, et Régine gardera une influence importante sur la vie et le travail ultérieur du philosophe.
Kierkegaard la croise de nouveau en 1849, à l'enterrement du père de Régine, Terek Olsen, conseiller d’État. Kierkegaard cherche alors à renouer avec elle, et écrit deux lettres au couple Schlegel, une pour Régine et une pour son mari. Dans la lettre au mari, Kierkegaard écrit : « Dans cette vie, elle vous appartient ; dans l'histoire, elle sera à mes côtés ; dans l'éternité, cela ne peut évidemment vous déranger qu'elle m'aime aussi ». Frederik Schlegel les empêchera de se voir et de communiquer après la réception de la lettre. Régine confirmera dans un témoignage, à la fin de sa vie, avoir toujours ressenti un lien avec Kierkegaard malgré la rupture. Lorsque le couple Schlegel part en 1855 aux Antilles danoises, Kierkegaard tombe malade et meurt. Son testament fait de Régine son héritière légale, elle refusera l'héritage et ne récupérera que des effets personnels et les lettres qu'elle lui avait adressées, lettres que vraisemblablement elle a détruites.
Elle est enterrée au Cimetière Assistens, non loin de Kierkegaard et de son mari.

## Régine Olsen dans les écrits de Kierkegaard
Le chapitre intitulé Le Journal du séducteur de l'ouvrage de Kierkegaard Ou bien... ou bien, paru en 1843, évoque leur relation de façon voilée : la jeune fille du récit porte le nom de Cordélia, et il serait destiné à Régine Olsen pour la dégoûter de lui, après leur rupture.
L'ouvrage La Reprise, paru en 1843, évoque aussi l'impossibilité du mariage entre Kierkegaard et Régine Olsen, par l'intermédiaire de personnages de fiction : Constantin Constantius le narrateur, un jeune homme et une jeune fille dont les noms ne sont pas mentionnés. Le jeune homme est amoureux de la jeune fille mais ne parvient pas à faire le saut éthique du mariage, il reste emprisonné dans son imaginaire poétique, tandis que la jeune fille finira, délaissée, par se marier avec un autre.
Kierkegaard aurait changé la fin de l'ouvrage, de colère, en apprenant les fiançailles de Régine avec Schlegel. L'ouvrage est secrètement adressé à Régine, dans le but de « reprendre » leur relation, mais sous une forme différente de la première (l'amour malheureux). Il s'agit de proposer une réconciliation de façon constructive pour tous les deux.
Dans Crainte et Tremblement (1843), Kierkegaard décrit l'attitude de la résignation infinie ou renonciation qui doit précéder la foi. Le chevalier de la foi est capable de renoncer à vivre de manière temporelle son amour pour la princesse, certain par la foi de vivre cet amour pur dans l'éternité. Kierkegaard semble évoquer ici sa renonciation au mariage avec Régine.

## Régine Olsen dans la culture populaire
« Regine Olsen » est le titre d'une chanson du groupe de post-rock italien Port-Royal (en) (Kraken EP, 2002).
Le couple Kierkegaard-Olsen est mentionné dans la chanson "Paulina" du groupe de Folk punk canadien The Dreadnoughts.